# Zatoka Cemeska
Zatoka Cemeska (ros. Цемесская бухта), nazywana także Zatoką Noworosyjską – zatoka w północnej części Morza Czarnego. Długość zatoki wynosi 15 km, szerokość do 9 km, głębokość od 21 do 27 m. Nad północno-zachodnią częścią zatoki leży miasto Noworosyjsk.